# Miguel Ángel Ramírez
Miguel Ángel Ramírez Medina (ur. 23 października 1984 w Las Palmas de Gran Canaria) – hiszpański trener piłkarski.